# Доџ (Северна Дакота)
Доџ (енгл. Dodge) град је у америчкој савезној држави Северна Дакота.

## Демографија
По попису из 2010. године број становника је 87, што је 38 (-30,4%) становника мање него 2000. године.
| Група             | 2000.       | 2010.      |
| Белци             | 120 (96,0%) | 77 (88,5%) |
| Афроамериканци    | 0 (0,0%)    | 0 (0,0%)   |
| Азијати           | 0 (0,0%)    | 0 (0,0%)   |
| Хиспаноамериканци | 2 (1,6%)    | 1 (1,1%)   |
| Укупно            | 125         | 87         |